# Sokołowo-Parcele (województwo kujawsko-pomorskie)
Sokołowo-Parcele (do końca 2008 r. jako Parcele Sokołowskie) – wieś sołecka w Polsce położona w województwie kujawsko-pomorskim, w powiecie włocławskim, w gminie Brześć Kujawski.
W latach 1975–1998 miejscowość administracyjnie należała do województwa włocławskiego. Do końca roku 2008 wieś nosiła nazwę Parcele Sokołowskie. Według Narodowego Spisu Powszechnego (III 2011 r.) liczyła 196 mieszkańców. Jest jedenastą co do wielkości miejscowością gminy Brześć Kujawski.